# OR9G1
OR9G1 (англ. Olfactory receptor family 9 subfamily G member 1) – білок, який кодується однойменним геном, розташованим у людей на короткому плечі 11-ї хромосоми. Довжина поліпептидного ланцюга білка становить 305 амінокислот, а молекулярна маса — 34 071.
| 10         |  | 20         |  | 30         |  | 40         |  | 50         |
| ---------- |  | ---------- |  | ---------- |  | ---------- |  | ---------- |
| MQRSNHTVTE |  | FILLGFTTDP |  | GMQLGLFVVF |  | LGVYSLTVVG |  | NSTLIVLICN |
| DSCLHTPMYF |  | FTGNLSFLDL |  | WYSSVYTPKI |  | LVTCISEDKS |  | ISFAGCLCQF |
| FFSAGLAYSE |  | CYLLAAVAYD |  | RYVAISKPLL |  | YAQAMSIKLC |  | ALLVAVSYCG |
| GFINSSIITK |  | KTFSFNFCRE |  | NIIDDFFCDL |  | LPLVELACGE |  | KGGYKIMMYF |
| LLASNVICPA |  | VLILASYLFI |  | ITSVLRISSS |  | KGYLKAFSTC |  | SSHLTSVTLY |
| YGSILYIYAL |  | PRSSYSFDMD |  | KIVSTFYTVV |  | FPMLNLMIYS |  | LRNKDVKEAL |
| KKLLP      |  |            |  |            |  |            |  |            |

A: Аланін

C: Цистеїн

D: Аспарагінова кислота

E: Глутамінова кислота

F: Фенілаланін

G: Гліцин

H: Гістидин

I: Ізолейцин

K: Лізин

L: Лейцин

M: Метіонін

N: Аспарагін

P: Пролін

Q: Глутамін

R: Аргінін

S: Серин

T: Треонін

V: Валін

W: Триптофан

Кодований геном білок за функціями належить до рецепторів, g-білокспряжених рецепторів, білків внутрішньоклітинного сигналінгу. 
Локалізований у клітинній мембрані, мембрані.